# Sarcophaga juliaetta
Sarcophaga juliaetta är en tvåvingeart som beskrevs av Aldrich 1916. Sarcophaga juliaetta ingår i släktet Sarcophaga och familjen köttflugor. Inga underarter finns listade i Catalogue of Life.